# Kerkstraat 46 (Baarn)
De woning Kerkstraat 46 is een gemeentelijk monument aan de Kerkstraat in Baarn in de provincie Utrecht.
De symmetrische gevel heeft boven de portiek in het midden een venster met daarboven een driehoekige geveltop. Boven de vensters aan weerszijden van de deur zijn decoraties aangebracht. Het bepleisterde pand uit ongeveer 1880 werd in 1979 voorzien van vernieuwde zij- en achtergevels.